# Shelina Zadorsky
Shelina Zadorsky (London, Ontario, 1992. október 24. –) olimpiai bajnok kanadai labdarúgó.

## Pályafutása
2007-ben kezdte karrierjét és az utánpótlás nevelő program tagjaként részt vett a 2008-ban bronzérmet nyert a korosztályos válogatottal az U17-es Aranykupán.
Zadorsky közreműködésével a Michigan Wolverines 34 mérkőzést nyert 2012 és 2013 között, ami egyedülálló a kanadai egyetemi női labdarúgásban. 
2013-ban lépett első alkalommal a válogatottban pályára, Dél-Korea ellen.
2014. május 23-án lett az Ottawa Fury játékosa. A diploma megszerzése után az azóta megszűnt kanadai együttesből az ausztrál W-League bajnokságában érdekelt Perth Glory csapatához igazolt 2014. augusztus 1-én, október 11-én pedig megszerezte első találatát.
Svédországba tette át székhelyét a 2015-ös szezonban és a Vittsjö GIK csapatába igazolt.
2016. február 8-án a Washington Spirit együtteséhez szerződött. A szezonban 11 mérkőzésen állt csatasorba és nagy érdeme volt a csapat alapszakaszban elért második helyéhez. A rájátszás első mérkőzésén gólpasszt adott Ali Kriegernek és végül hosszabbításban 2-1 arányban jutottak tovább a Chicago Red Stars gárdáján.
A döntőben tizenegyes párbajban maradtak alul a Western New York Flash-el szemben és csapata év újoncainak jelöltjei között Zadorsky neve is szerepelt.
2018. január 23-án egy elsőkörös draft pick és Aubrey Bledsoe játékjogáért cserében igazolt az Orlando Pride keretébe.
Az angol bajnokság rajtja előtt jelentette be klubja, hogy Zadorsky a 2020–21-es szezont a Tottenham Hotspur együttesénél tölti.

## Sikerei
Ausztrál bajnoki ezüstérmes:
- Perth Glory: 2014

NWSL rájátszás ezüstérmes:
- Washington Spirit: 2016

### Válogatott
- Olimpiai bajnok (1): 2020[6]
- Olimpiai bronzérmes: 2016
- Algarve-kupa győztes (1): 2016
- Algarve-kupa ezüstérmes (1): 2017
- Algarve-kupa bronzérmes (1): 2019[7]
- U20-as CONCACAF-bajnoki ezüstérmes: 2012

## Statisztikái

### Klub
2020. november 6-tól
| Klub              | Bajnokság        | Szezon           | Bajnokság | Bajnokság | Kupa  | Kupa | Összesen | Összesen |
| Klub              | Bajnokság        | Szezon           | Mérk.     | Gól       | Mérk. | Gól  | Mérk.    | Gól      |
| ----------------- | ---------------- | ---------------- | --------- | --------- | ----- | ---- | -------- | -------- |
| Perth Glory       | W-League         | 2014–15          | 14        | 1         | –     | –    | 14       | 1        |
| Vittsjö GIK       | Damallsvenskan   | 2015             | 18        | 0         | 2     | 0    | 19       | 0        |
| Washington Spirit | NWSL             | 2016             | 11        | 0         | 2     | 0    | 13       | 0        |
| Washington Spirit | NWSL             | 2017             | 21        | 0         | –     | –    | 21       | 0        |
| Washington Spirit | Összesen         | Összesen         | 32        | 0         | 2     | 0    | 34       | 0        |
| Orlando Pride     | NWSL             | 2018             | 23        | 0         | –     | –    | 23       | 0        |
| Orlando Pride     | NWSL             | 2019             | 16        | 1         | –     | –    | 16       | 1        |
| Orlando Pride     | Összesen         | Összesen         | 39        | 1         | 0     | 0    | 39       | 1        |
| Tottenham Hotspur | FA WSL           | 2020–21          | 20        | 0         | 3     | 0    | 25       | 0        |
| Karrier összesen  | Karrier összesen | Karrier összesen | 123       | 2         | 7     | 0    | 130      | 2        |